# ガスエンジン

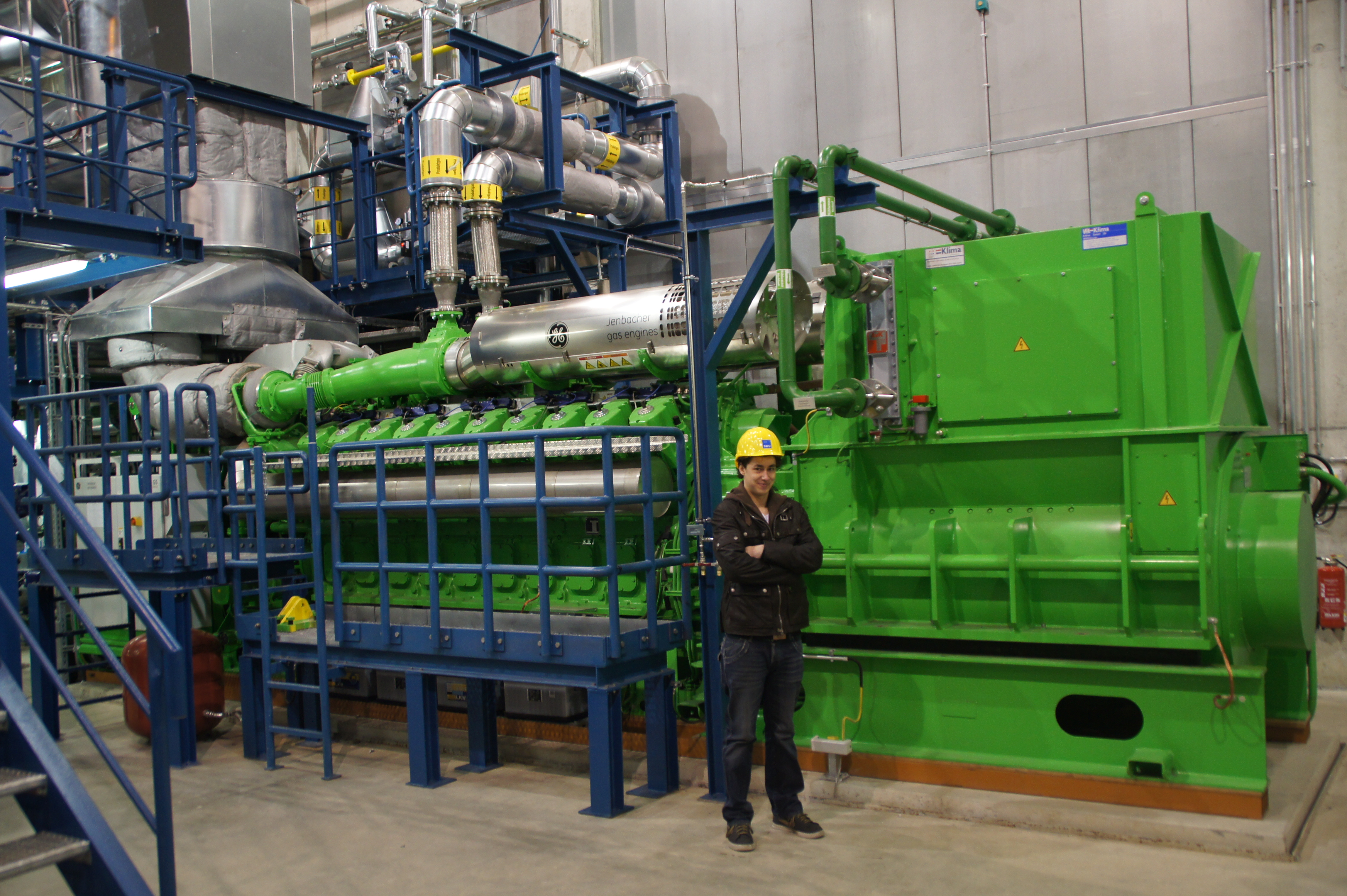
発電用ガスエンジン

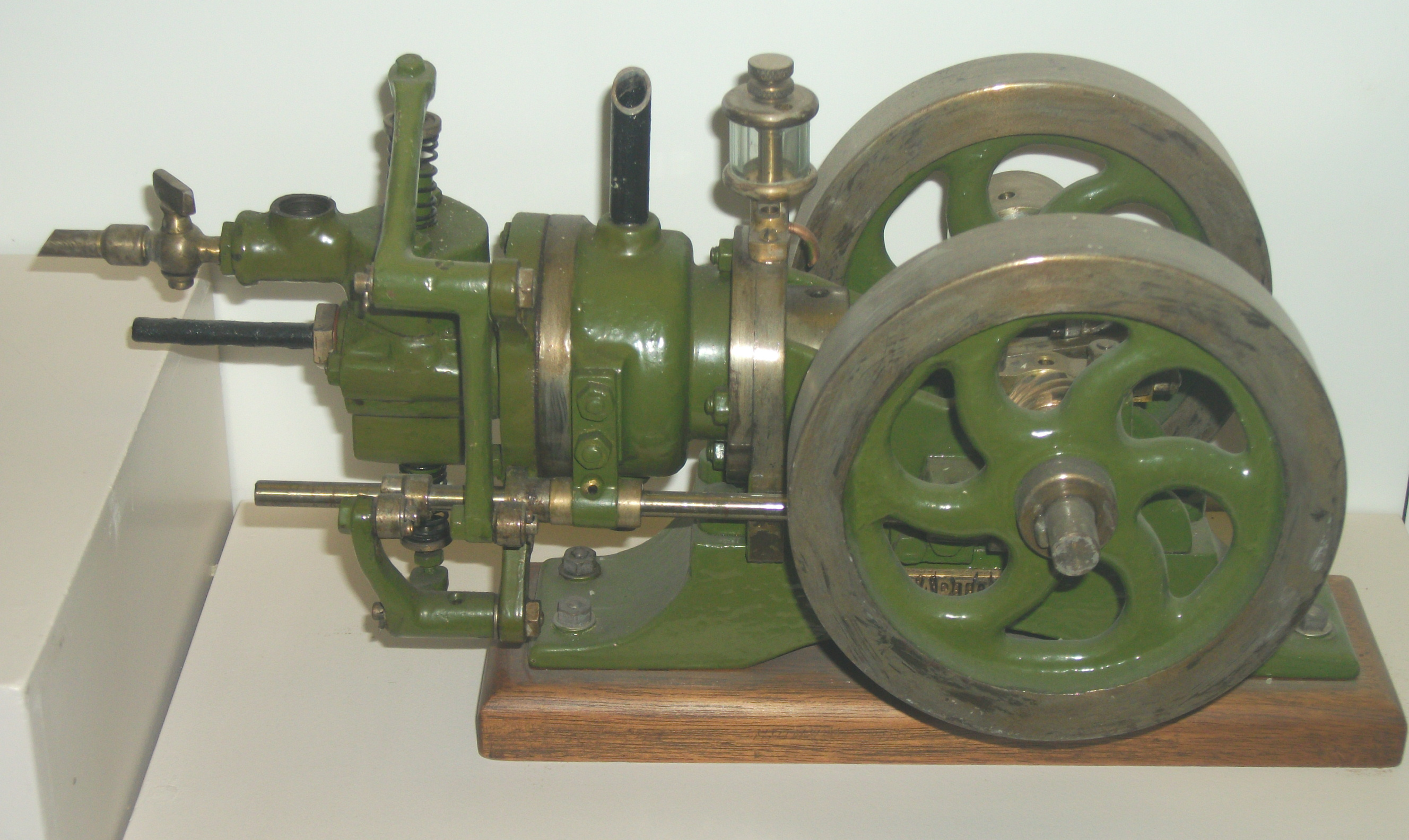
SタイプHartopガスエンジンのモデル

ガスエンジン（英語：gas engine）は、石炭ガス、プロデューサーガス、バイオガス、都市ガス、天然ガスなどの気体燃料（可燃ガス）で作動する内燃機関（特にレシプロエンジン）である。
史上最初に発明また実用化されたオットーサイクル機関であり、ガソリンエンジンはガスエンジンを液体燃料（ガソリン）で動くように改良したものである。
本項では主にガスエンジンの成立と概要について記述する。現用の気体燃料エンジンについては LPG自動車、 CNG自動車も参照。ガスタービンに気体燃料を用いる場合についても本項に含めない。
一般に、現代の使用法では、ガスエンジンという用語は、軽量で高回転で、通常、その寿命全体で4,000時間以内で実行される。典型的なパワーは10キロワット (13 hp)から4メガワット (5,364 hp) 

## 歴史

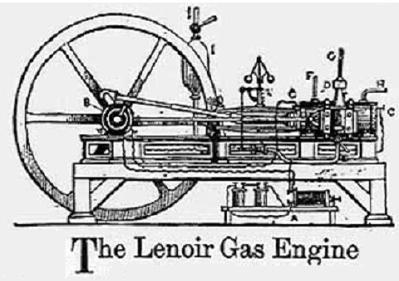
レノワールガスエンジン1860。

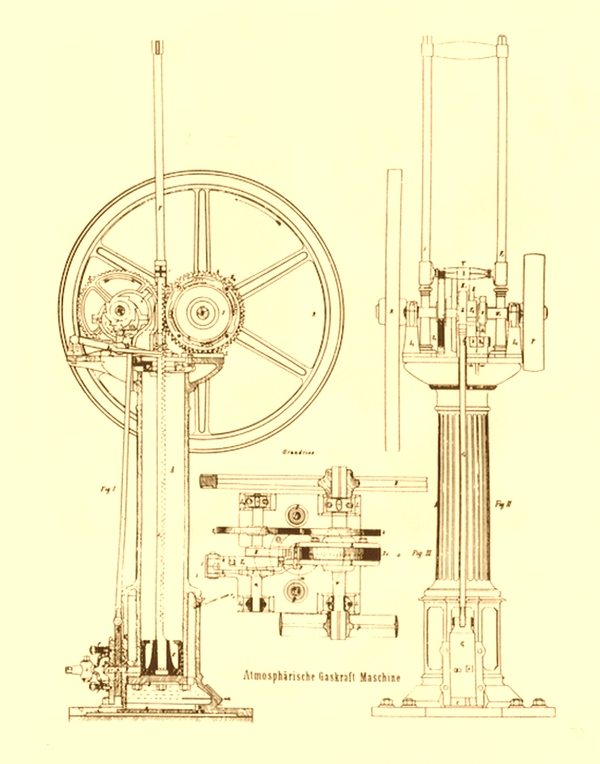
オットーランゲンガスエンジン1867年。

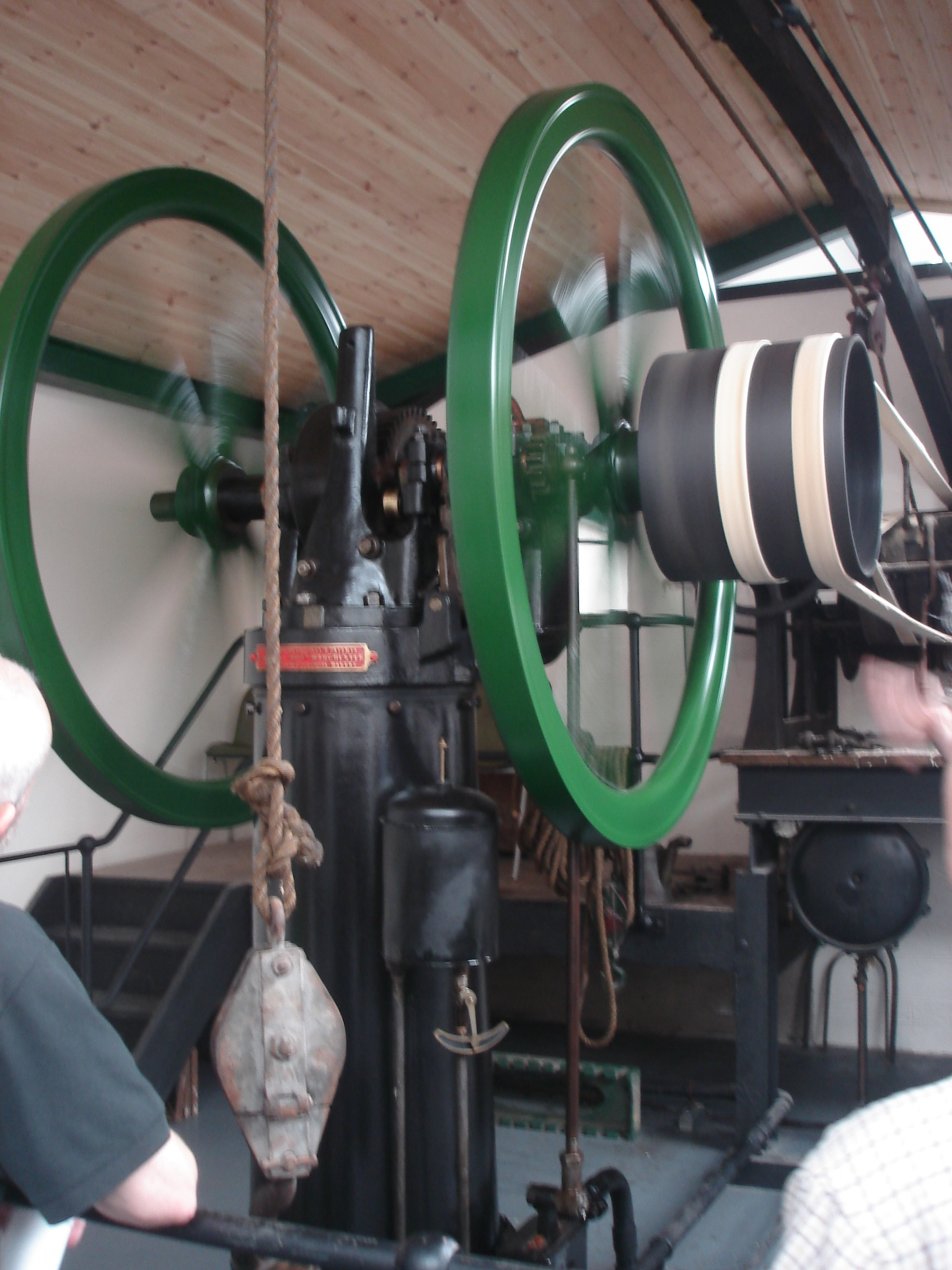
アンソンエンジン博物館で稼働中の3bhpガス燃焼クロスリー大気エンジン。

### ルノアール
19世紀にはガスエンジンで多くの実験が行われたが、最初の実用的なガス燃料内燃機関は、1860年にベルギーのエンジニアであるエティエンヌ・ルノアールによって製造された。しかし、ルノアールのエンジンは低出力と高燃費に悩まされていた。

### オットーとランゲン
ルノアールの研究は、ドイツのエンジニア、ニコラウス・オットーによってさらに研究され実用的な物に改良された。オットーは、後にピストンシリンダーで直接燃料を効率的に燃焼する最初の4ストロークエンジンを発明した。1864年8月、オットーは技術的な訓練を受けたオイゲン・ランゲンと出会い、オットーの発展の可能性を垣間見た。会議の1か月後、ケルンに世界初のエンジン工場NA Otto＆Cieを設立した。1867年、オットーは改良されたデザインの特許を取得し、1867年のパリ万国博覧会で最優秀賞を受賞した。この大気圧エンジンは、ガスと空気の混合物を垂直シリンダーに引き込むことによって機能した。ピストンが約8インチ上昇すると、ガスと空気の混合物は、外側で燃える小さなパイロット炎によって点火され、ピストン（歯付きラックに接続されている）を上向きに押し上げ、その下に部分的な真空を作り出しる。上向きのストロークでは駆動力は働かない。駆動は、ピストンと歯付きラックが大気圧と自重の影響で下降し、メインシャフトとフライホイールが落下するときに回転するときに行われる。既存の蒸気機関に対する利点は、要求に応じて始動と停止が自由に出来ることであり、はしけの積み下ろしなどの断続的な作業に理想的だった。
現代でも使われるオットーサイクルエンジンの始まりである。

### 4ストロークエンジン
大気ガスエンジンはオットーの4ストロークエンジンに置き換えられた。4ストロークエンジンへの切り替えは迅速に進み、最後の大気エンジンは1877年に製造された。液体燃料エンジンはすぐにディーゼル（1898年頃）とガソリン（1900年頃）が登場した。

### クロスリー
英国で最も有名なガスエンジンの製造業者はマンチェスターのクロスリーだった。彼は1869年に、新しいガス燃料大気エンジンに関するオットーとランゲンの特許に対する英国と世界（ドイツを除く）の権利を取得した。 1876年に彼らはより効率的なオットー4ストロークサイクルエンジンの権利を取得した。

### タンギー
マンチェスター地域に拠点を置く他のいくつかの会社もあった。バーミンガム近郊のスメスウィックにあるリチャード・タンギーは、1881年に最初のガスエンジンである1馬力の2サイクルエンジンを販売し、1890年に同社は4サイクルガスエンジンの製造を開始した。

### 保存
イギリスのストックポートに近いポイントンにあるアンソンエンジン博物館には、これまでに製造された中で最大のクロスリー大気エンジンを含む、いくつかの作動可能な個体を含むガスエンジンのコレクションが展示されている。

## 現在のメーカー
ガスエンジンのメーカーには、 Hyundai Heavy Industries、Rolls-Royce with the Bergen-Engines AS、Kawasaki Heavy Industries、Liebherr、MTU Friedrichshafen、GE Jenbacher、Caterpillar Inc.、Perkins Engines、MWM、Cummins、Wärtsilä、GE Energy Waukesha、ドレッサーランド、Deutz、MTU、MAN、Fairbanks-Morse、Doosan、ヤンマーなど出力範囲は約10キロワット (13 hp)マイクロコージェネレーション熱電併給（CHP）から18メガワット (24,000 hp) 。一般的に、現代の高速ガスエンジンは約50メガワット (67,000 hp)までのガスタービンと非常に競争力がある。条件にもよるが、最良のものはガスタービンよりもはるかに燃料効率が良い。ベルゲンエンジンを搭載したロールスロイス、キャタピラー、その他多くのメーカーは、ディーゼルエンジンブロックとクランクシャフトをベースに製品を製造している。GE JenbacherとWaukeshaはガスエンジンの設計のみに特化した会社である。

## 代表的な使用例

### 設置式
典型的な用途は、ベースロード発電所又は短時間に高出力を発電する発電所を含むコジェネレーションである。ガスエンジンがスタンバイアプリケーションに使用されることはめったになく、主にディーゼルエンジンの領域のままである。これに対する1つの例外は、小さい（<150 kW）農場、美術館、中小企業、住宅に設置されることが多い非常用発電機。これらの発電機は、公益事業からの天然ガスまたは現地のプロパンガス貯蔵タンクのいずれかに接続されており、停電時に自動的に始動するように配置できる。
日本でも明治時代にガス灯などに使うガス供給が始まると大きなボイラーなどを設置できない中小工場で動力源として使用されていた。ヤンマーはガスエンジンの販売とメンテナンスを祖業とする。

### 輸送
液化天然ガス（LNG）エンジンは、リーンバーンガスエンジンが追加の燃料処理や排気洗浄システムなしで新しい排出要件を満たすことができるため、海洋市場に拡大している。バス部門では、圧縮天然ガス（CNG）で稼働するエンジンの使用も増えている。英国のユーザーには、ReadingBusesが含まれる。ガスバスの使用はガスバスアライアンスによってサポートされており、メーカーにはScaniaABが含まれている。

## メタンまたはプロパンの使用
天然ガス、主にメタンは長い間クリーンで経済的ですぐに利用できる燃料であったため、ガソリンとは異なり、多くの産業用エンジンはガスを使用するように設計または変更されている。それらの操作は、より複雑でない炭化水素汚染を生成し、エンジンはより少ない内部問題を抱えている。一例として、液化石油ガス、主にプロパンがある。電動よりずっとパワフルで倉庫内の空気の汚れも少ないガスエンジンフォークリフトが大量に使用されている。「ガソリン」を意味する「ガス」の一般的な米国の使用法は、天然ガスエンジンの明示的な識別を必要とする。

## 技術的な特徴

### 燃料と空気の混合
ガスエンジンは、燃料と空気の混合方法がガソリンエンジンとは異なる。ガソリンエンジンは、キャブレターまたは燃料噴射を使用しる。しかしガスエンジンは、多くは単純なベンチュリシステムを使用してガスを空気の流れに導入する。初期のガスエンジンは、空気とガス用に別々の入口バルブを備えた3バルブシステムを使用していた。

### 排気バルブ
ディーゼルエンジンと比較したガスエンジンの弱点は、排気バルブである。これは、ガスエンジンの排気ガスが特定の出力に対してはるかに高温であり、これにより出力が制限されるためである。したがって、特定のメーカーのディーゼルエンジンは、通常、同じエンジンブロックサイズのガスエンジンよりも最大出力が高くなる。ディーゼルエンジンは一般的に3つの異なる評価がある —英国では、スタンバイ、プライム、および連続、別名1時間定格、12時間定格、および連続定格だが、ガスエンジンは通常、ディーゼルよりも低い連続定格しかない。

### 点火
焼玉エンジンに似た「ホットチューブ点火装置」や火花点火など、さまざまな点火システムが使用されてきた。最新のガスエンジンのほとんどは、本質的にデュアル燃料エンジンである。主なエネルギー源はガスと空気の混合気だが、少量のディーゼル燃料の噴射によって点火される。

## エネルギーバランス

### 熱効率
天然ガスで稼働するガスエンジンの熱効率は通常35〜45％（ LHVベース）である。2018年の時点で、最高のエンジンは最大50％（LHVベース）の熱効率を達成できる。これらのガスエンジンは通常中速エンジンである。BergenEngines燃料エネルギーは出力シャフトで発生し、残りは廃熱として表示される。大型エンジンは小型エンジンよりも効率的である。バイオガスで稼働するガスエンジンは、通常、効率がわずかに低く（1～2％）、合成ガスはさらに効率を低下させる。GEイエンバッハの最近のJ624エンジンは、世界初の高効率メタン燃料24気筒ガスエンジンである。
エンジン効率を検討するときは、これがガスの低位発熱量（LHV）に基づくのか、高位発熱量（HHV）に基づくのかを検討する必要がある。エンジンメーカーは通常、ガスの低位発熱量に基づいて効率を見積もる。つまり、エネルギーがガスに含まれる水分を蒸発させるために取られた後の効率である。ガス分配ネットワークは通常、ガスのより高い発熱量に基づいて充電される。すなわち、総エネルギー量。LHVに基づいて見積もられたエンジン効率は44％と言われるかもしれませんが、同じエンジンは天然ガスのHHVに基づいて39.6％の効率を持っているかもしれません。効率の比較が同じように行われるようにすることも重要である。たとえば、一部のメーカーは機械的に駆動されるポンプを使用しているが、他のメーカーは電気駆動のポンプを使用してエンジンの冷却水を駆動している。電気の使用は無視できる場合があり、直接駆動エンジンと比較して見かけの効率が誤って高くなる。

### 熱電併給
エンジン廃熱は、施設等の暖房に使用できる。エンジンでは、廃熱の約半分が（エンジンジャケット、オイルクーラー、およびアフタークーラー回路から）温水として発生する。これは最大110°Cに達する可能性がある。残りは、排気ガス熱交換器を使用して加圧された温水または蒸気を生成できる高温熱として発生する。

### エンジン冷却
他のすべての内燃機関と同様、ガスエンジンの過熱は、摩耗、ひび割れ、または反りによって故障を引き起こす可能性があるため、不具合を裂ける程度まで温度を下げる冷却が必要である。最も一般的な冷却方式は、空冷と水冷である。最近の水冷は不凍液を使用している。一部の空冷または水冷エンジンには、オイルクーラーが追加されている。

### ガス消費量の計算
この式は、全負荷時の標準状態でのガスエンジンのガス流量要件を示している。
{\displaystyle Q={\frac {P}{\eta }}\cdot {\frac {1}{LHV_{gas}}}}
- {\displaystyle Q}通常の状態でのガスの流れである
- {\displaystyle {P}}エンジン出力は
- {\displaystyle {\eta }}は機械効率
- LHVはガスの低位発熱量

## 歴史的なガスエンジン

歴史的なガスエンジン
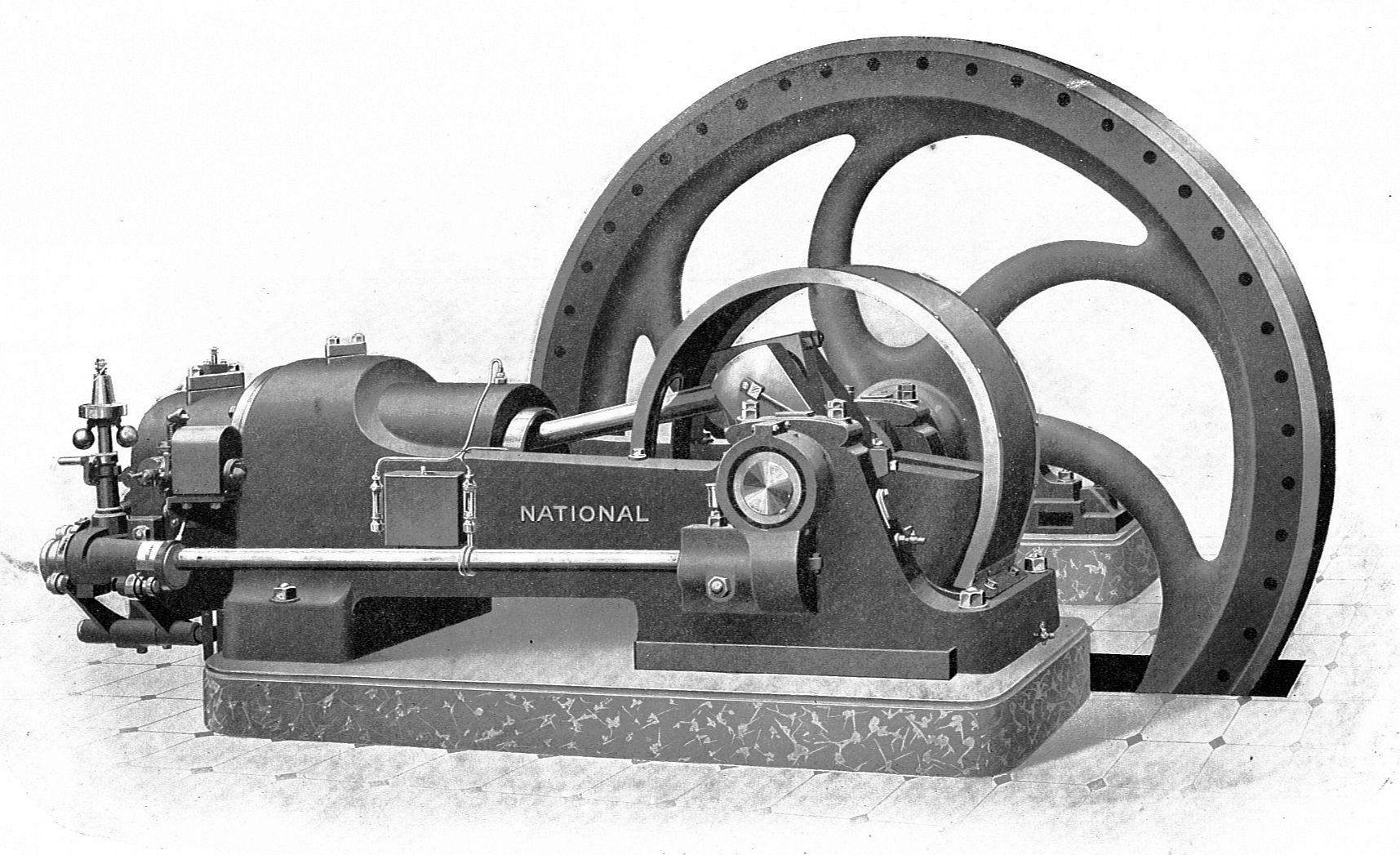
1905年、国営企業で使用された設置式の36馬力ガスエンジン
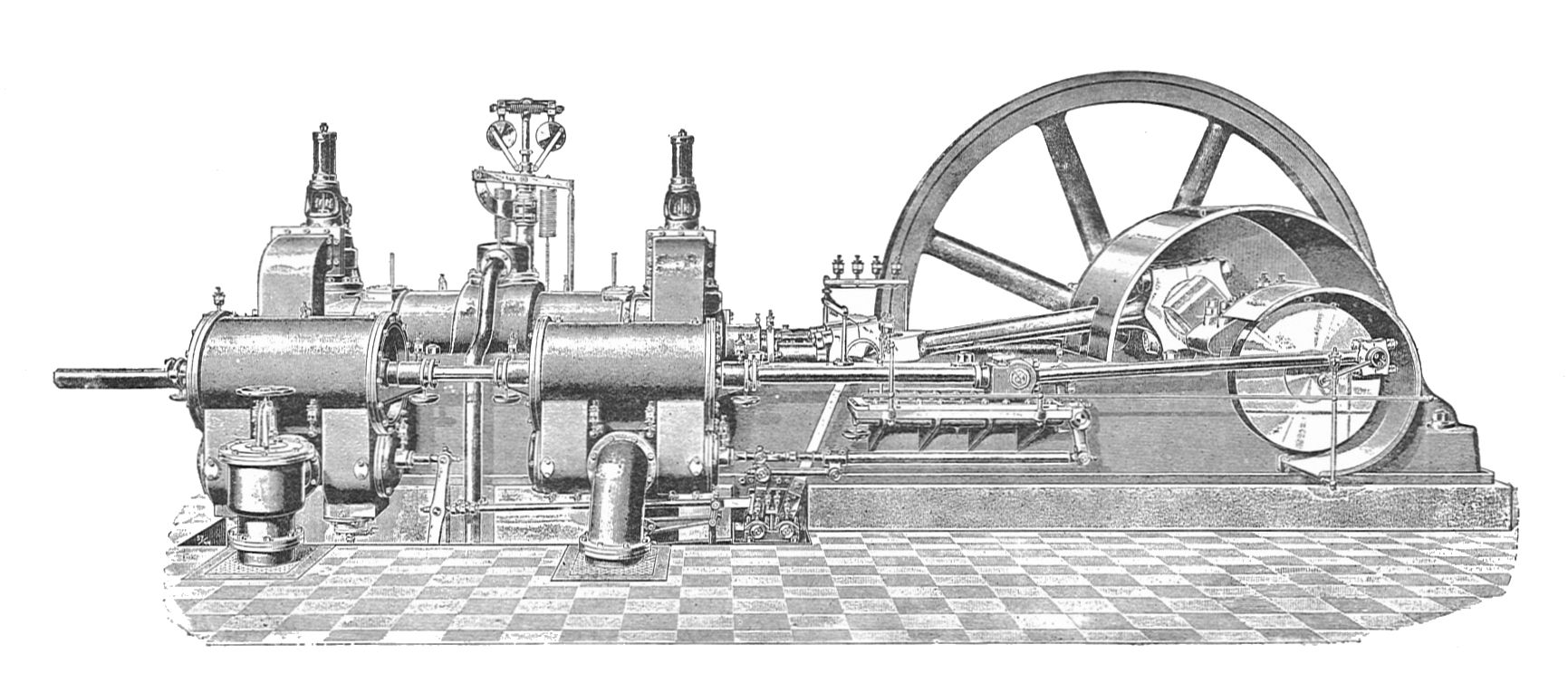
1903年、Körtingガスエンジン
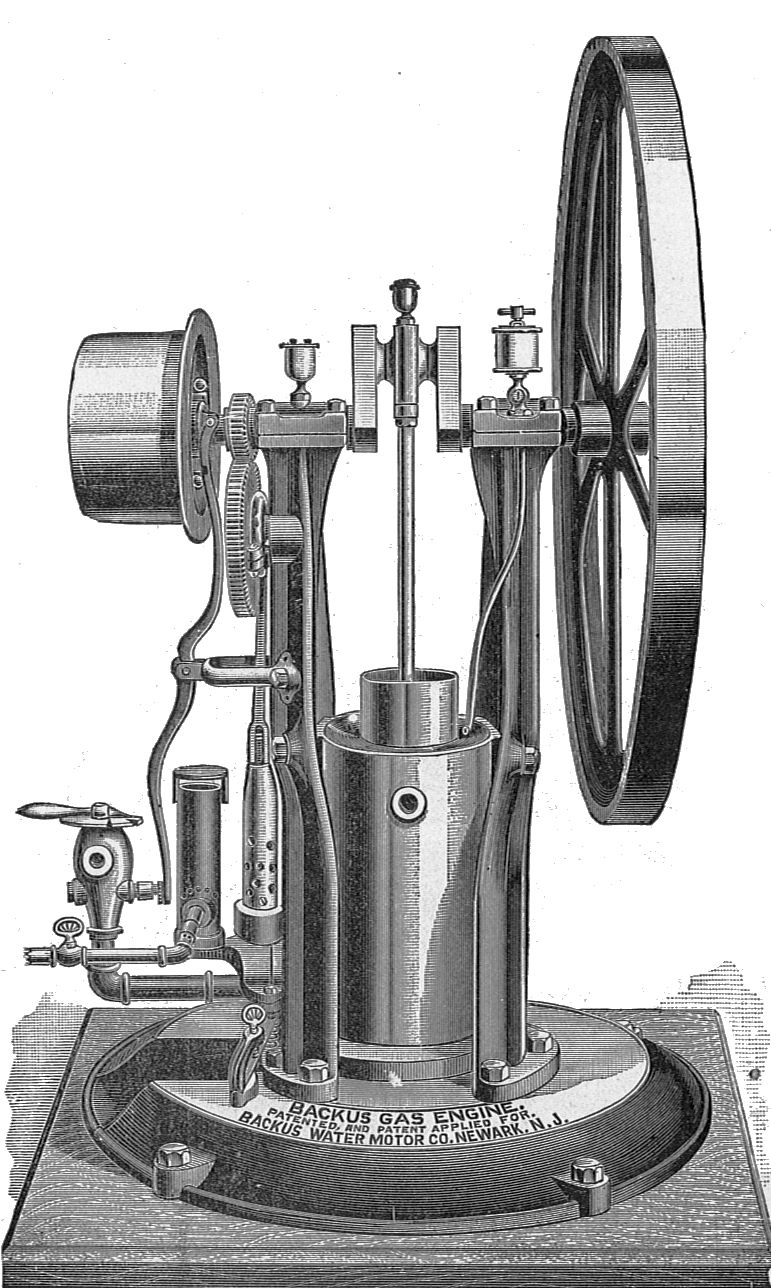
バッカス直立ガスエンジン
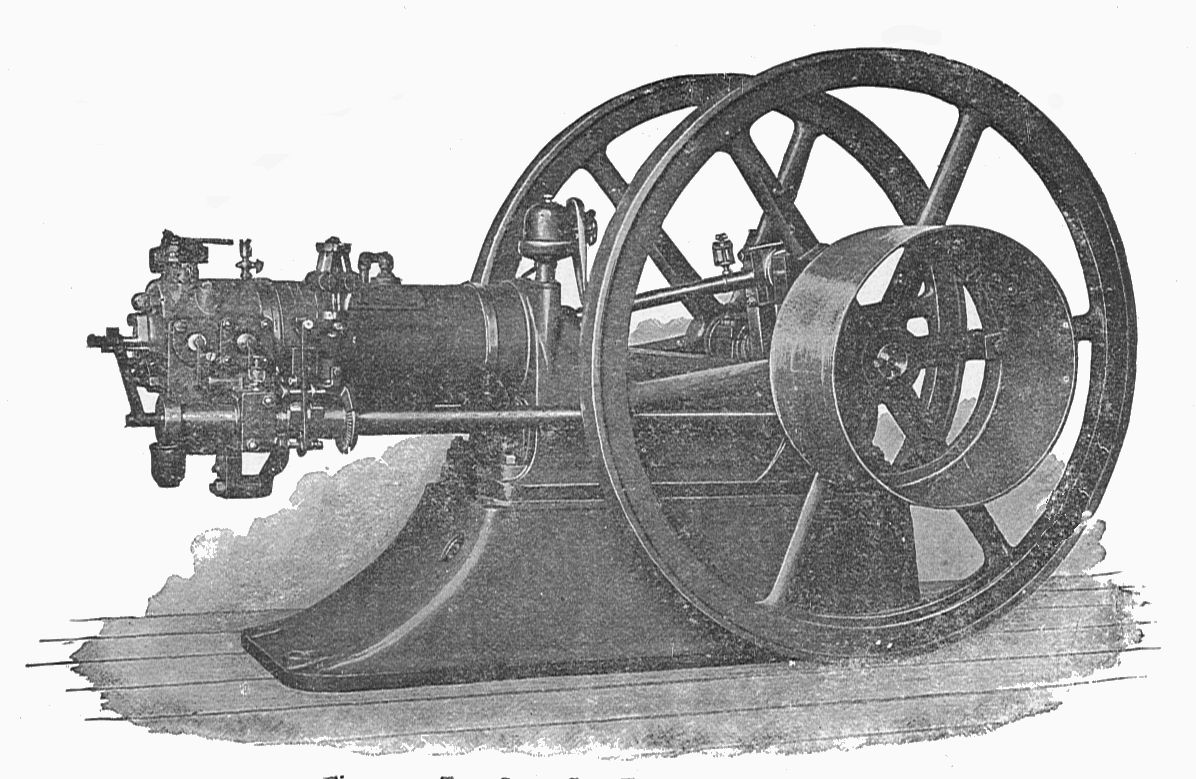
オットー横型ガスエンジン
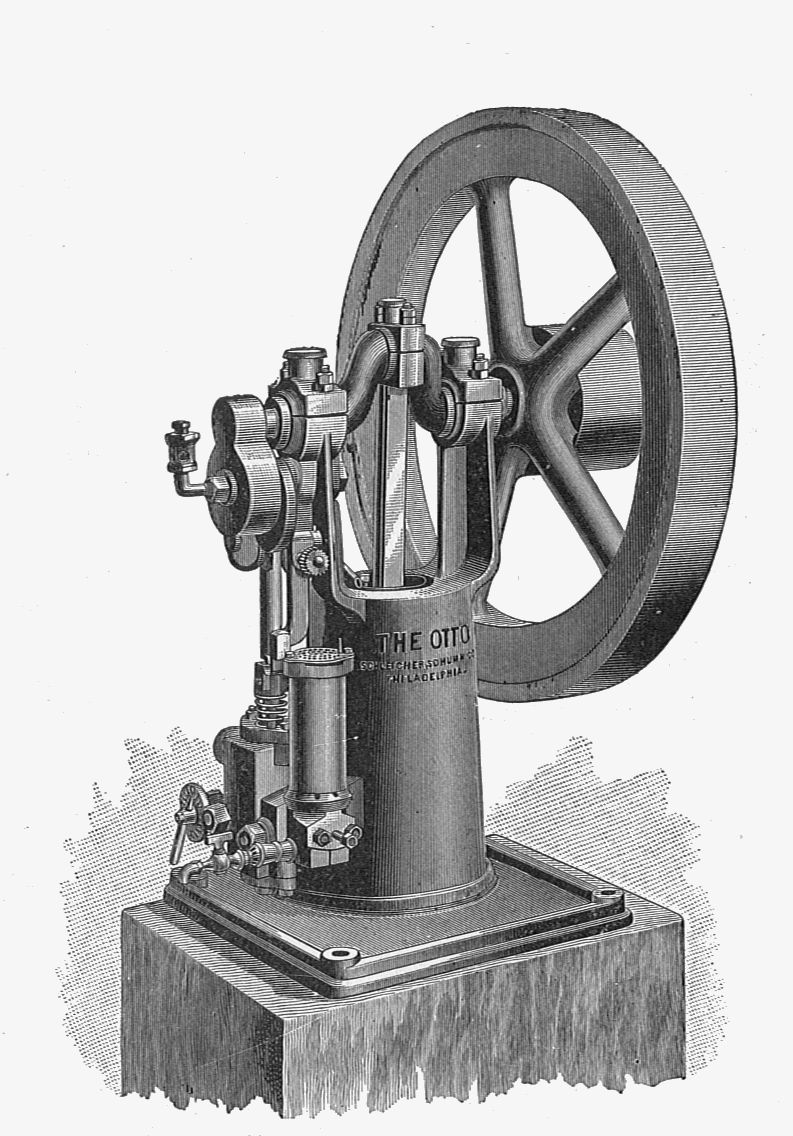
オットー縦型ガスエンジン
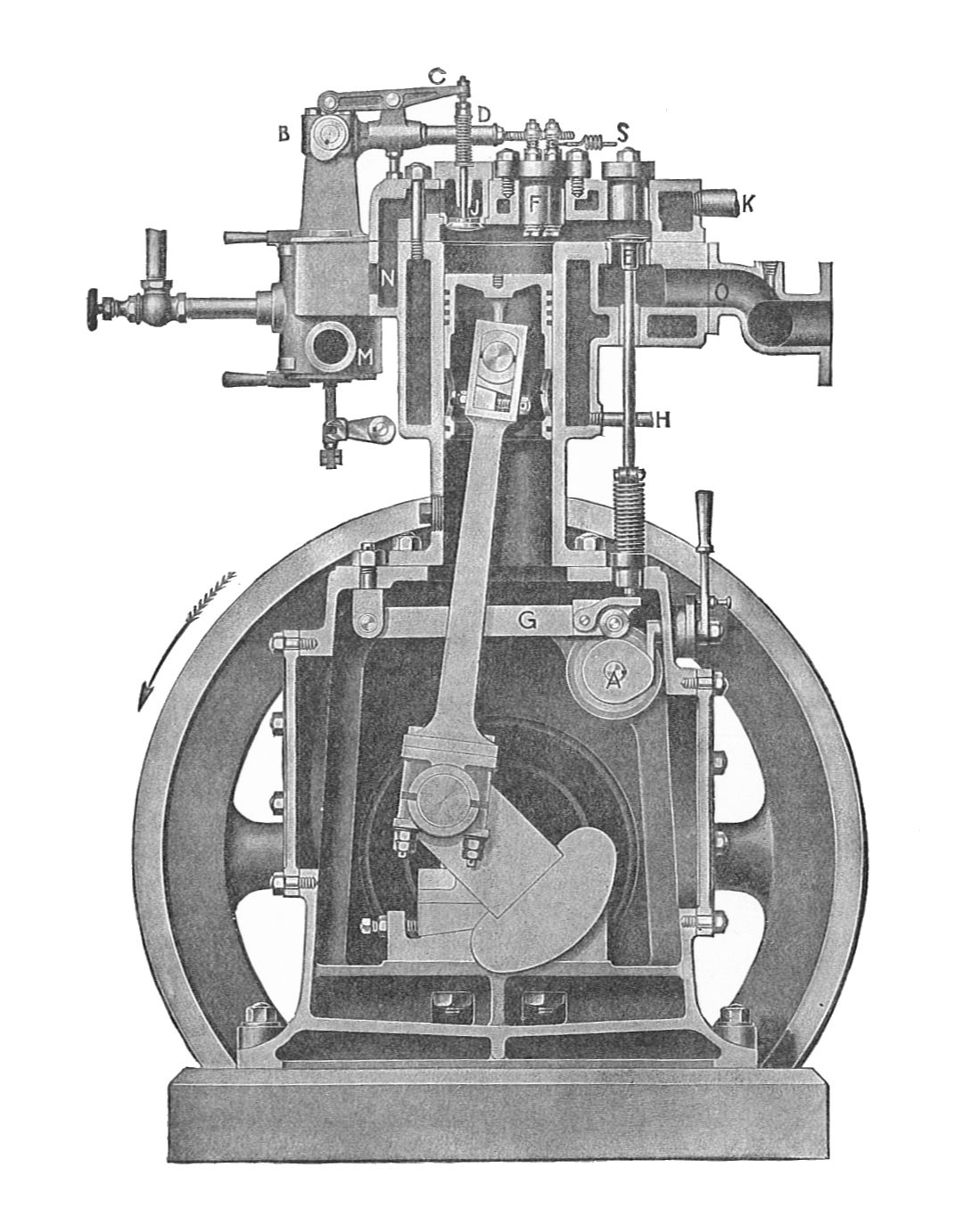
ウェスティングハウスガスエンジン
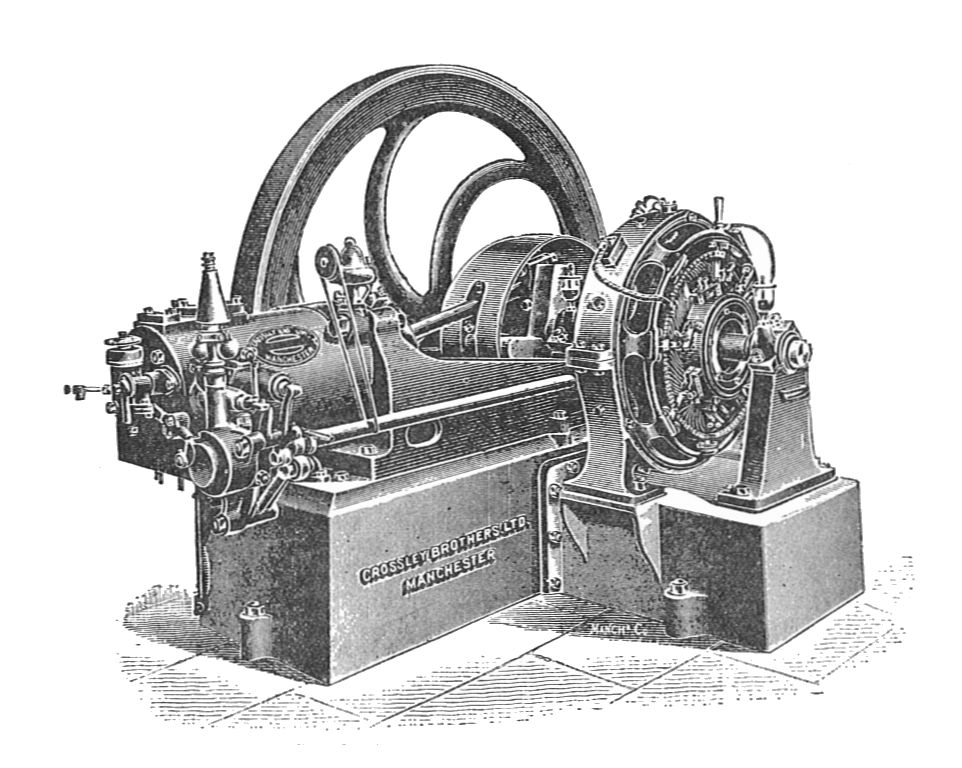
クロスリーガスエンジンと発電機
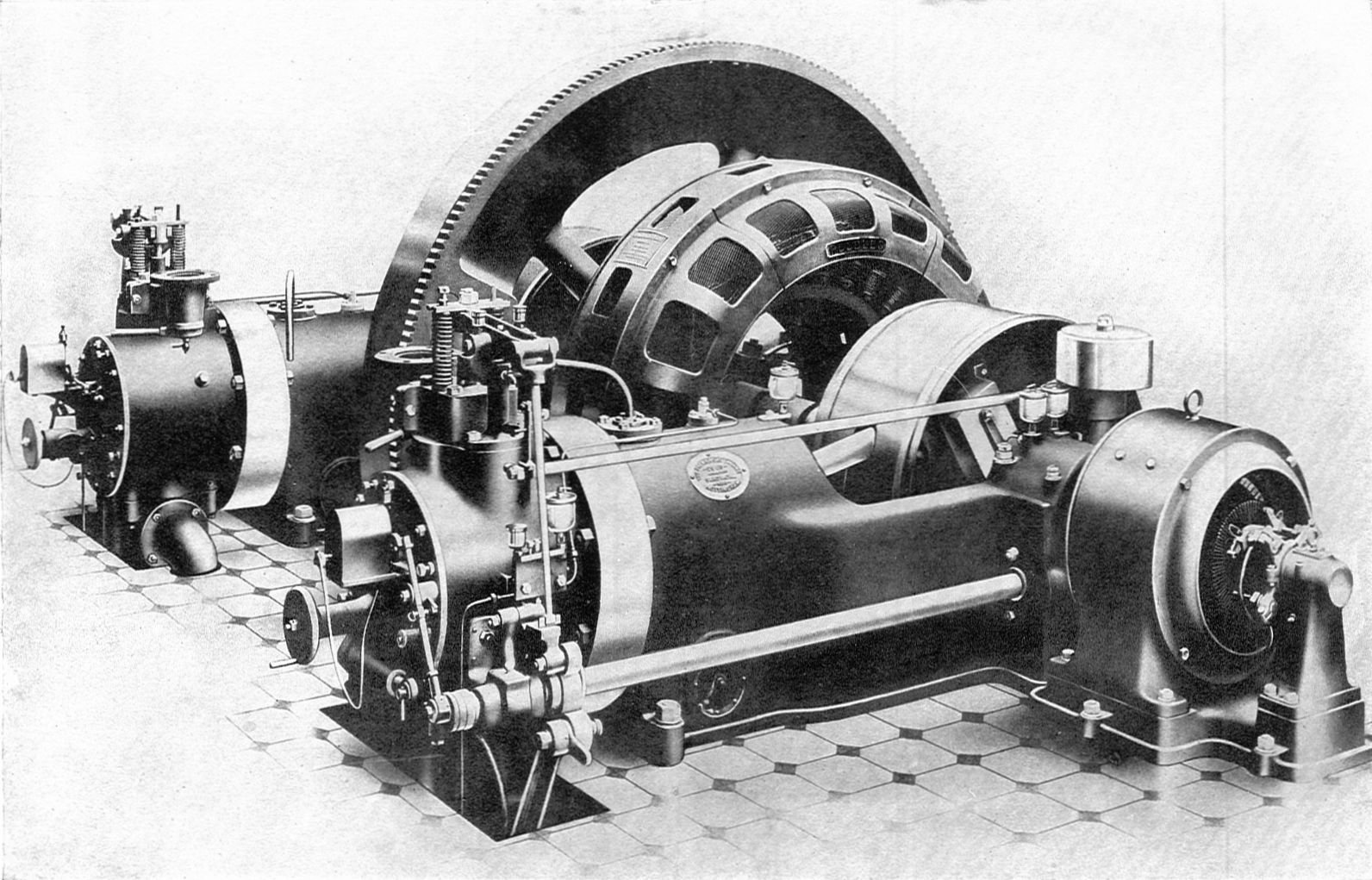
プレミアツインガスエンジン発電所
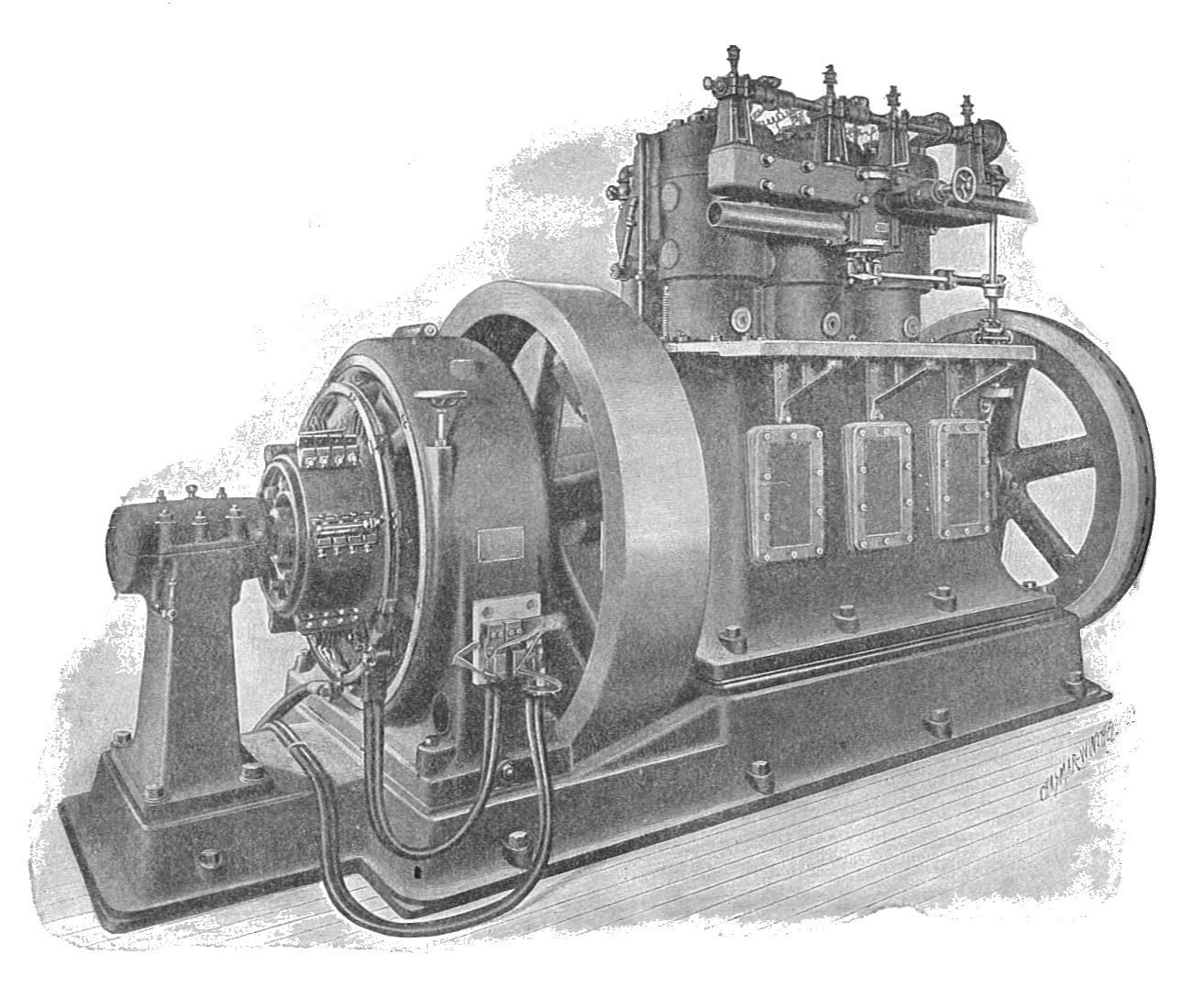
125馬力ガスエンジンと発電機
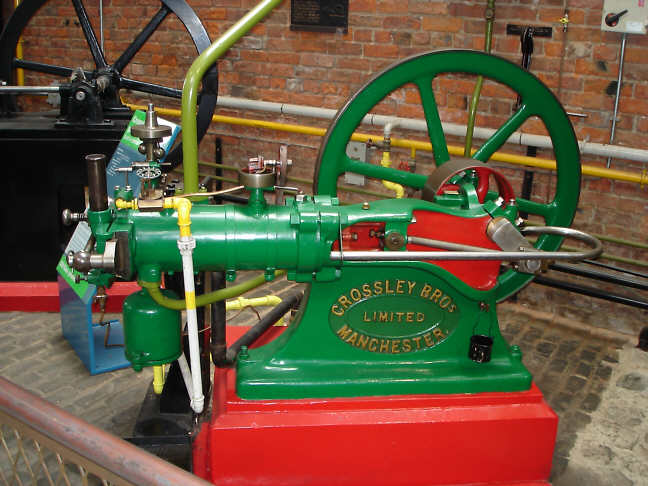
Crossley Brothers Ltd.、1886 No. 1エンジン、4.5 hp単気筒、4ストロークガスエンジン、160rpm。
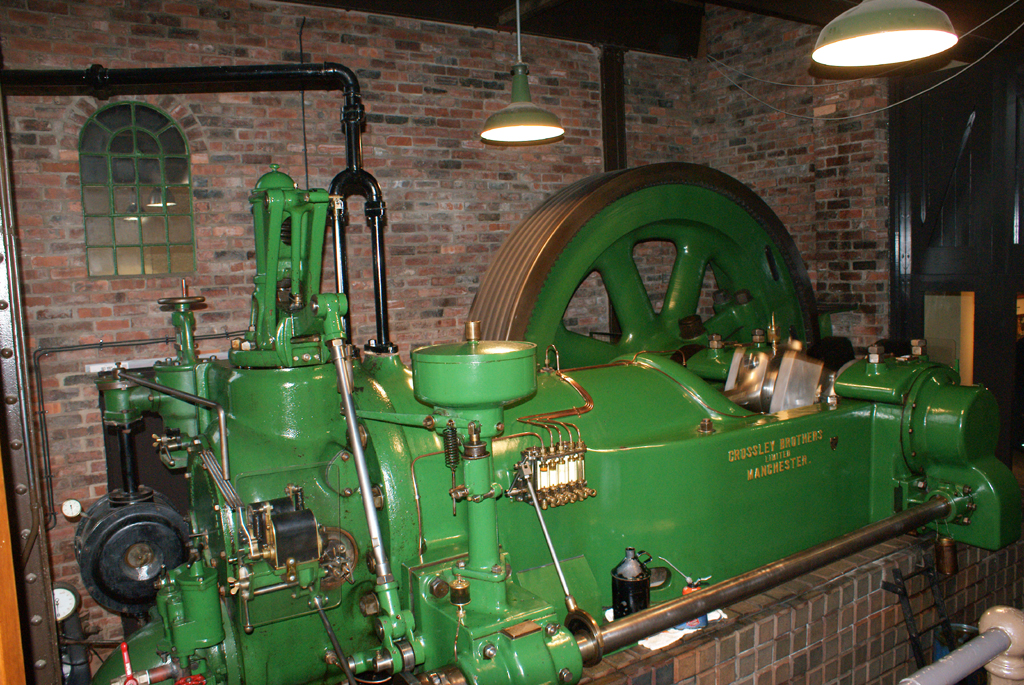
1915クロスリーガスエンジン（タイプGE130 No75590）、150 馬力。
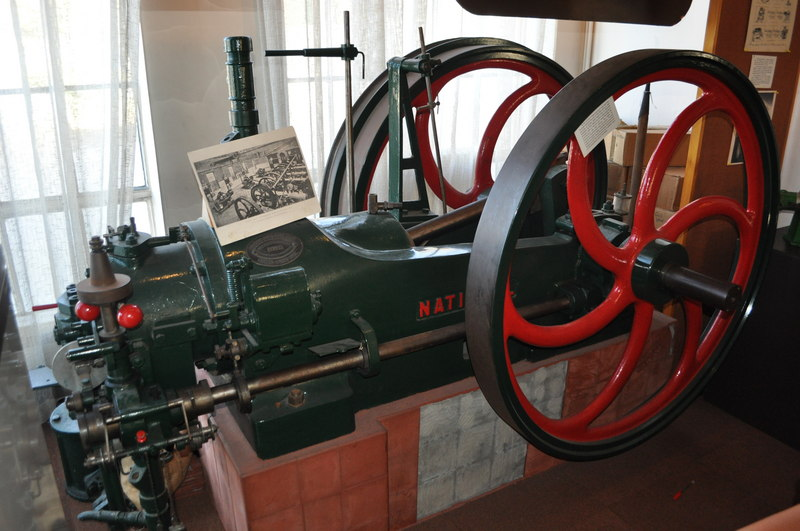
国立ガスエンジン
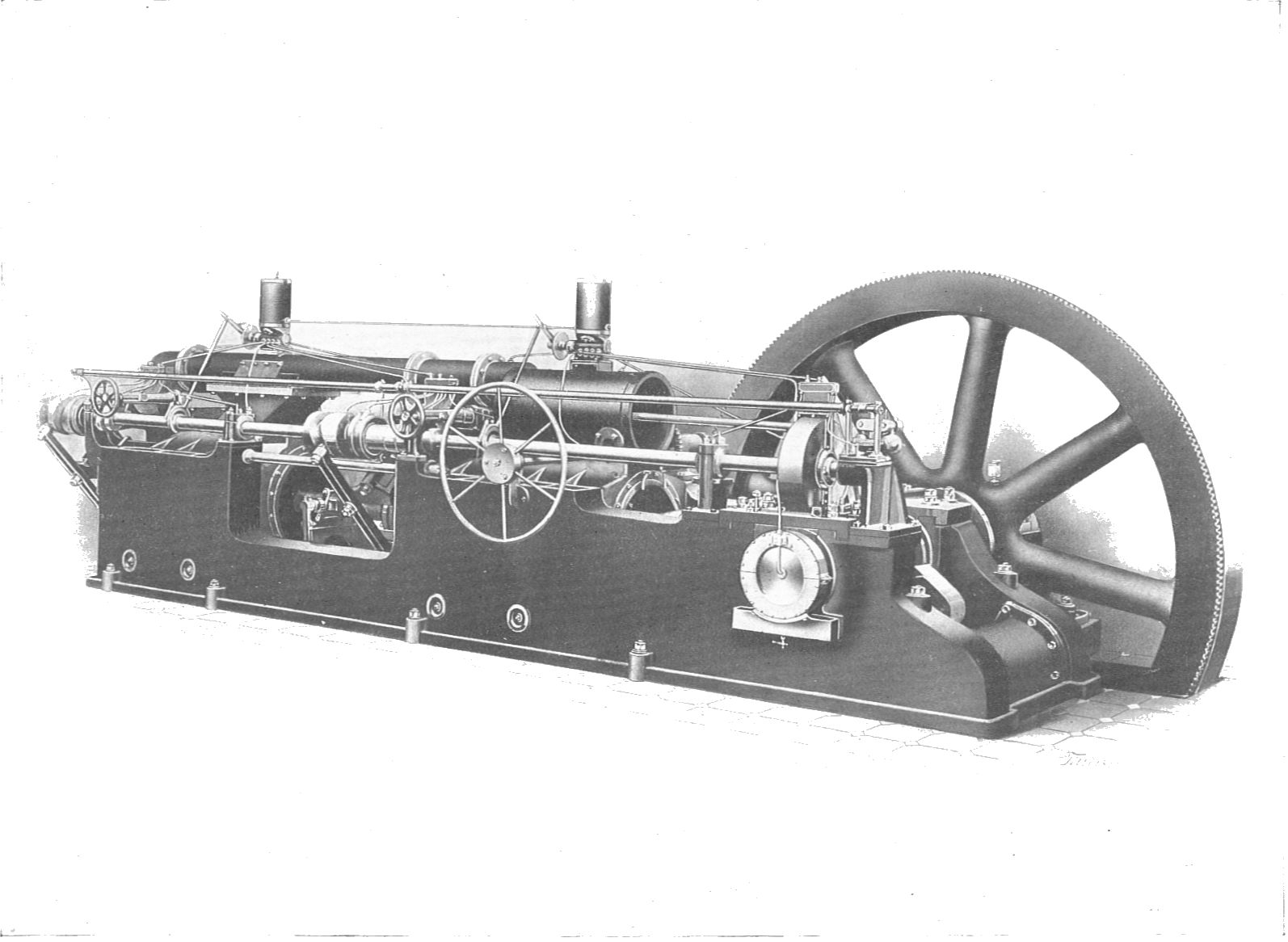
プレミアタンデムスカベンジングハイパワーガスエンジン
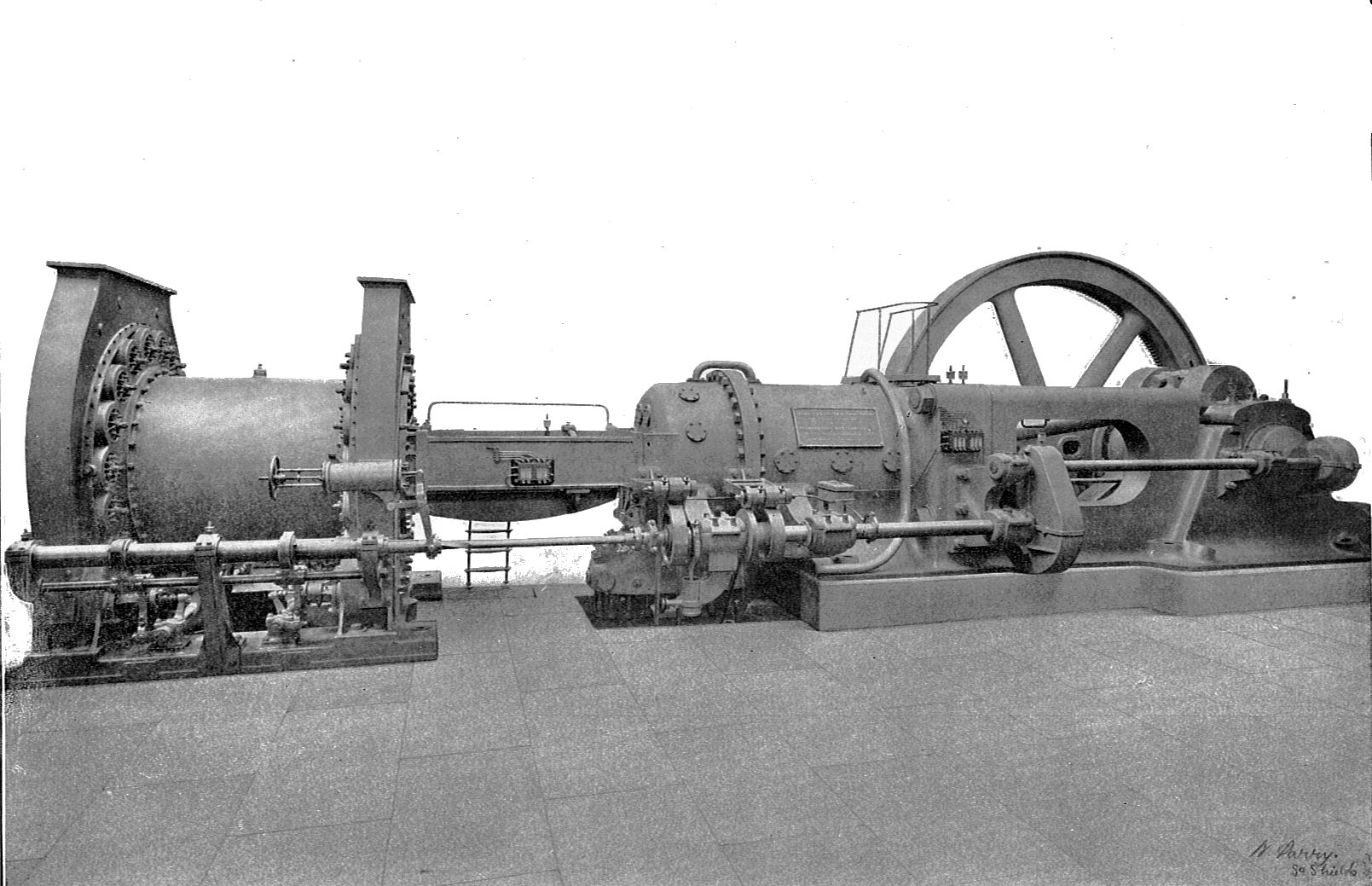
ブローシリンダー付き高炉ガスエンジン
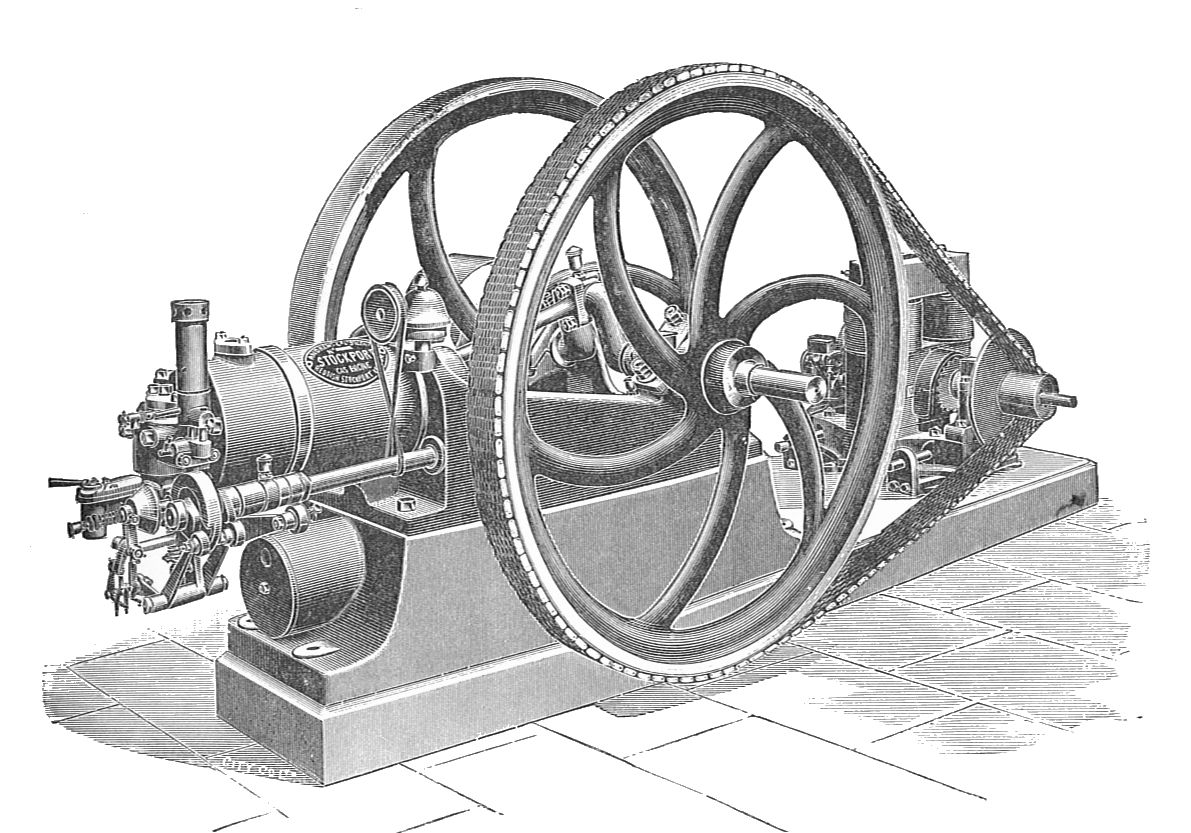
ストックポートガスエンジンとベルト駆動ダイナモ